# Fußballklub Austria Wien 2012-2013
Questa voce raccoglie le informazioni riguardanti il Fußballklub Austria Wien nelle competizioni ufficiali della stagione 2012-2013.

## Stagione
L'esordio ufficiale è nel primo turno dell'ÖFB-Cup, il 14 luglio, dove la formazione allenata nuovamente da Peter Stöger supera 1–3 l'Oberwart.
Nella partita iniziale del campionato, ottiene ancora una vittoria per 0–1 contro il Wolfsberger, dopo che l'incontro era stato spostato al 25 luglio. Dopo soli tre giorni scende in campo con lo Sturm Garz, dove rimedia la prima sconfitta stagionale e casalinga, perdendo 0–1.
Inizia la sua prima striscia di vittorie consecutive il 5 agosto, dove al Gerhard Hanappi Stadion, batte il Rapid per 0–3. Termina la striscia con sei vittorie, dopo aver sconfitto 2–4 il Mattersburg: la settimana successiva, infatti, il team si arrende ai campioni in carica del Salisburgo, risultato che comporta la seconda sconfitta stagionale e, anche questa, casalinga.
Approda agli ottavi dell'ÖFB-Cup, sconfiggendo il Dornbirn in trasferta (2–3). Nella 10ª giornata, i violette si fermano pareggiando 1–1 in casa contro il Wolfsberger e vengono così raggiunti dai rivali del Rapid alla vetta della classifica. La giornata successiva, il pareggio esterno con lo Sturm Graz per 1–1 garantisce ai campioni in carica, il Salisburgo, di prendere il comando della classifica.
Come già accaduto in questa stagione, la squadra apre una seconda striscia di sei vittorie consecutive in campionato, sette con quella che garantisce l'accesso ai quarti di finale dell'ÖFB-Cup (0–4 al Villacher), il 21 ottobre, superando il Rapid in casa 2–0, grazie alla doppietta di Gorgon. La settimana successiva vince la sfida con l'Admira Wacker Mödling per 4–6, che risulta essere la partita con più reti del campionato, riprendendosi la leadership. Successivamente in campionato, il team batte, rispettivamente, il Ried (6–1), il Wacker Innsbruck (0–3), il Wiener Neustadt (3–0) e il Mattersburg (3–1). Termina il girone di andata pareggiando con il Salisburgo 0–0 in trasferta.
Altra striscia consecutiva di sei vittorie consecutive, frammentata dal lungo riposo invernale: dopo aver sconfitto 3–6 il Wolfsberger e 3–1 lo Sturm Graz, i violette ottengono il terzo successo stagionale sul Rapid (1–2); facili le vittorie sull'Admira Wacker Mödling, Ried e Wacker Innsbruck. Inaspettato, invece, il pareggio casalingo con il Wiener Neustadt (0–0). Il match con il Salisburgo finisce anch'esso in parità (1–1).

## Maglie e sponsor
Lo sponsor tecnico per la stagione 2012-2013 è Nike, mentre lo sponsor ufficiale è Verbund.
| Casa | Trasferta | 1ª div. portiere | 2ª div. portiere |

## Organigramma societario
Area direttiva
- Presidente: Wolfgang Katzian
- Vice presidenti: Brigitte Jank, Rudolf Reisner
- Amministratori: Markus Kraetschmer, Thomas Parits
- Direttore sportivo: Thomas Parits
- Direttore settore giovanile: Ralf Muhr
- Direttore amministrazione: Wolfgang Katzian

Area organizzativa
- Direttore area stadio e sicurezza: Helmut Schmidt

Area comunicazione
- Responsabili area comunicazione: Christoph Pflug, Michael Schalgenhaufen

Area marketing
- Ufficio marketing: Thomas Allram, Christoph Bican, Dietmar Kurzawa, Andreas Pucher

Area tecnica
- Direttore sportivo: Thomas Parits
- Allenatore: Peter Stöger
- Allenatore in seconda: Manfred Schmid
- Preparatore atletico: Martin Mayer
- Preparatore dei portieri: Franz Gruber

Area sanitaria
- Medico sociale: Alexander Kmen
- Fisioterapisti: Christian Hold, Clemens Marent, Florian Grabner

## Rosa
Rosa e numerazione aggiornate al 31 gennaio 2013.
| N. |                        | Ruolo | Calciatore                   |
| -- | ---------------------- | ----- | ---------------------------- |
| 1  | Austria (bandiera)     | P     | Pascal Grünwald              |
| 2  | Austria (bandiera)     | D     | Sebastian Wimmer             |
| 3  | Austria (bandiera)     | D     | Georg Margreitter            |
| 4  | Croazia (bandiera)     | D     | Kaja Rogulj                  |
| 5  | Austria (bandiera)     | D     | Lukas Rotpuller              |
| 6  | Austria (bandiera)     | C     | Sascha Horvath               |
| 7  | Slovenia (bandiera)    | C     | Dare Vršič                   |
| 8  | Austria (bandiera)     | C     | Tomáš Šimkovič               |
| 9  | Austria (bandiera)     | A     | Roland Linz                  |
| 9  | Paesi Bassi (bandiera) | A     | Nacer Barazite               |
| 10 | Austria (bandiera)     | C     | Alexander Grünwald           |
| 11 | Rep. Ceca (bandiera)   | A     | Tomáš Jun                    |
| 13 | Austria (bandiera)     | P     | Heinz Lindner                |
| 14 | Austria (bandiera)     | D     | Manuel Ortlechner (capitano) |
| 15 | Austria (bandiera)     | C     | Martin Harrer                |

| N. |                      | Ruolo | Calciatore            |
| -- | -------------------- | ----- | --------------------- |
| 16 | Austria (bandiera)   | A     | Philipp Hosiner       |
| 17 | Austria (bandiera)   | C     | Florian Mader         |
| 18 | Austria (bandiera)   | C     | Thomas Murg           |
| 19 | Austria (bandiera)   | A     | Marko Stanković       |
| 20 | Austria (bandiera)   | C     | Alexander Gorgon      |
| 22 | Austria (bandiera)   | D     | Marin Leovac          |
| 23 | Austria (bandiera)   | A     | Srđan Spiridonović    |
| 24 | Austria (bandiera)   | D     | Remo Mally            |
| 25 | Australia (bandiera) | C     | James Holland         |
| 26 | Croazia (bandiera)   | P     | Ivan Kardum           |
| 27 | Austria (bandiera)   | C     | Emir Dilaver          |
| 28 | Libia (bandiera)     | C     | Ismael Tajouri Shradi |
| 29 | Austria (bandiera)   | D     | Markus Suttner        |
| 30 | Austria (bandiera)   | D     | Fabian Koch           |
| 42 | Austria (bandiera)   | A     | Roman Kienast         |

## Calciomercato

### Sessione estiva(dall'1/7 al 31/8)
| Acquisti | Acquisti            | Acquisti          | Acquisti               |
| R.       | Nome                | da                | Modalità               |
| -------- | ------------------- | ----------------- | ---------------------- |
| D        | Lukas Rotpuller     | Ried              | fine prestito          |
| D        | Sebastian Wimmer    |                   | svincolato             |
| C        | Thomas Murg         | Grazer AK         | definitivo             |
| C        | Dare Vršič          | Olimpia Lubiana   | definitivo (500.000 €) |
| A        | Philipp Hosiner     | Admira Wacker M.  | definitivo (700.000 €) |
| A        | Srdjan Spiridonović | Austria Vienna II | definitivo             |
| A        | Andreas Tiffner     | First Vienna      | fine prestito          |

| Cessioni | Cessioni          | Cessioni          | Cessioni                   |
| R.       | Nome              | a                 | Modalità                   |
| -------- | ----------------- | ----------------- | -------------------------- |
| P        | Günther Arnberger | Austria Vienna II | definitivo                 |
| D        | Florian Klein     |                   | svincolato                 |
| D        | Georg Margreitter | Wolverhampton     | definitivo (2,5 milioni €) |
| D        | Manuel Wallner    |                   | svincolato                 |
| C        | Peter Hlinka      |                   | svincolato                 |
| C        | Michael Liendl    |                   | svincolato                 |
| C        | Patrick Salomon   |                   | svincolato                 |
| A        | Dario Tadić       | Wiener Neustadt   | definitivo                 |
| A        | Andreas Tiffner   |                   | svincolato                 |

### Sessione invernale(dal 3/1 al 31/1)
| Acquisti | Acquisti              | Acquisti          | Acquisti   |
| R.       | Nome                  | da                | Modalità   |
| -------- | --------------------- | ----------------- | ---------- |
| C        | Sascha Horvath        | Austria Vienna II | definitivo |
| C        | Ismael Tajouri Shradi | Austria Vienna II | definitivo |
| A        | Nacer Barazite        | Monaco            | prestito   |

| Cessioni | Cessioni      | Cessioni       | Cessioni   |
| R.       | Nome          | a              | Modalità   |
| -------- | ------------- | -------------- | ---------- |
| C        | Martin Harrer | Grödig         | prestito   |
| A        | Roland Linz   | Muangthong Utd | definitivo |

## Risultati

### Bundesliga

#### Girone di andata
| Arbitro: | Hameter (Niederösterreich) |

|  |           |         |
|  | Marcatori | 76’ Jun |

| Arbitro: | Schüttengruber (Oberösterreich) |

|  |           |            |
|  | Marcatori | 25’ Okotie |

| Arbitro: | Grobelnik (Vienna) |

|  |           |                               |
|  | Marcatori | 38’, 52’ Kienast 83’ Šimkovič |

| Arbitro: | Krassnitzer (St. Veit an der Glan) |

|               |           |  |
| Stanković 61’ | Marcatori |  |

| Arbitro: | Hameter (Niederösterreich) |

|  |           |              |
|  | Marcatori | 85’ Grünwald |

| Arbitro: | Harkam (Steiermark) |

|                             |           |  |
| Švejnoha 17’ (aut.) Jun 58’ | Marcatori |  |

| Arbitro: | Eisner (Steiermark) |

|  |           |                          |
|  | Marcatori | 26’ Suttner 83’ Šimkovič |

| Arbitro: | Drachta (Oberösterreich) |

|                          |           |                                       |
| Potzmann 2’ Naumoski 44’ | Marcatori | 5’, 70’ Hosiner 53’ Rogulj 90’ Gorgon |

| Arbitro: | Hameter (Niederösterreich) |

|  |           |             |
|  | Marcatori | 86’ Berisha |

| Arbitro: | Dintar (Burgenland) |

|         |           |              |
| Jun 84’ | Marcatori | 71’ Topčagić |

| Arbitro: | Bieri (Berna) |

|                  |           |            |
| Kainz 15’ (rig.) | Marcatori | 7’ Hosiner |

| Arbitro: | Lechner (Vienna) |

|                 |           |  |
| Gorgon 29’, 52’ | Marcatori |  |

| Arbitro: | Muckenhammer (Oberösterreich) |

|                                                           |           |                                                           |
| Schick 25’ Schachner 32’ Thürauer 45+1’ Schwab 82’ (rig.) | Marcatori | 2’, 90’, 90+4’ Hosiner 29’ Šimkovič 51’ Rogulj 60’ Gorgon |

| Arbitro: | Harkam (Steiermark) |

|                                                      |           |          |
| Hosiner 11’, 52’, 69’ Jun 18’ Stanković 82’ Linz 87’ | Marcatori | 57’ Žulj |

| Arbitro: | Dintar (Burgenland) |

|  |           |                               |
|  | Marcatori | 49’ Mader 69’ Jun 82’ Hosiner |

| Arbitro: | Prammer (Oberösterreich) |

|                                         |           |  |
| Ortlechner 22’ Kienast 65’ Grünwald 68’ | Marcatori |  |

| Arbitro: | Hameter (Niederösterreich) |

|                             |           |            |
| Hosiner 15’, 73’ Gorgon 71’ | Marcatori | 37’ Rodler |

| Salisburgo 2 dicembre 2012, ore 16:00 CET 18ª giornata | Salisburgo                 | 0 – 0 referto | Austria Vienna | Red Bull Arena (16.057 spett.)\| Arbitro: \| Schörgenhofer (Vorarlberg) \| |
| Arbitro:                                               | Schörgenhofer (Vorarlberg) |               |                |                                                                            |

#### Girone di ritorno
| Arbitro: | Harkam (Steiermark) |

|                                           |           |                                                        |
| Falk 19’ Ortlechner 39’ (aut.) Ynclán 57’ | Marcatori | 9’, 33’, 70’ Hosiner 65’ Koch 72’ Gorgon 90+1’ Dilaver |

| Arbitro: | Schüttengruber (Oberösterreich) |

|                                       |           |            |
| Hosiner 49’ Suttner 66’ Stanković 89’ | Marcatori | 55’ Okotie |

| Arbitro: | Grobelnik (Vienna) |

|             |           |                  |
| Trimmel 20’ | Marcatori | 27’, 54’ Hosiner |

| Arbitro: | Prammer (Oberösterreich) |

|                                                |           |  |
| Gorgon 31’ Dilaver 79’ Kienast 89’ (rig.), 90’ | Marcatori |  |

| Arbitro: | Harkam (Steiermark) |

|                      |           |                                 |
| Reifeltshammer 45+2’ | Marcatori | 6’ Grünwald 68’ Jun 79’ Kienast |

| Arbitro: | Krassnitzer (St. Veit an der Glan) |

|                                             |           |  |
| Koch 26’ Kofler 29’ (aut.) Hosiner 75’, 78’ | Marcatori |  |

| Wiener Neustadt 9 marzo 2013, ore 16:00 CET 25ª giornata | Wiener Neustadt               | 0 – 0 referto | Austria Vienna | Wiener Neustädter Stadion (4.305 spett.)\| Arbitro: \| Muckenhammer (Oberösterreich) \| |
| Arbitro:                                                 | Muckenhammer (Oberösterreich) |               |                |                                                                                         |

| Arbitro: | Eisner (Steiermark) |

|  |           |                                          |
|  | Marcatori | 16’ Gorgon 37’ Grünwald 71’, 82’ Hosiner |

| Arbitro: | Schörgenhofer (Vorarlberg) |

|                     |           |           |
| Grünwald 37’ (rig.) | Marcatori | 61’ Kampl |

| Arbitro: | Prammer (Oberösterreich) |

|  |           |                                       |
|  | Marcatori | 2’, 63’ Jacobo 19’ Kerhe 88’ Topčagić |

| Arbitro: | Ouschan (Vorarlberg) |

|                 |           |                     |
| Sukuta-Pasu 43’ | Marcatori | 66’ (rig.) Grünwald |

| Arbitro: | Harkam (Steiermark) |

|              |           |                       |
| Jun 27’, 56’ | Marcatori | 53’ Alar 66’ Sabitzer |

| Arbitro: | Muckenhammer (Oberösterreich) |

|  |           |                          |
|  | Marcatori | 32’ Mader 56’ Ortlechner |

| Arbitro: | Dintar (Burgenland) |

|                         |           |             |
| Hosiner 4’, 53’ Jun 73’ | Marcatori | 89’ Gartler |

| Arbitro: | Schüttengruber (Oberösterreich) |

|  |           |                                 |
|  | Marcatori | 83’, 90+2’ Hosiner 90’ Barazite |

| Arbitro: | Drachta (Oberösterreich) |

|                                             |           |           |
| Hosiner 29’ Grünwald 37’ (rig.) Kienast 81’ | Marcatori | 49’ Tadić |

| Arbitro: | Harkam (Steiermark) |

|                                   |           |  |
| Gorgon 3’, 53’ Suttner 6’ Jun 12’ | Marcatori |  |

| Arbitro: | Krassnitzer (St. Veit an der Glan) |

|                           |           |  |
| Mané 39’, 75’ Sekagya 83’ | Marcatori |  |

### ÖFB-Cup
| Arbitro: | Harkam (Steiermark) |

|           |           |                              |
| Seper 87’ | Marcatori | 45+1’, 58’ Jun 60’ Stanković |

| Arbitro: | Altmann (Tirol) |

|                       |           |                              |
| Schafer 3’ Honeck 68’ | Marcatori | 18’, 19’ Linz 84’ Ortlechner |

| Arbitro: | Eisner (Steiermark) |

|  |           |                                                    |
|  | Marcatori | 35’ (aut.) Pircker 68’ Hosiner 75’ Kienast 86’ Jun |

| Arbitro: | Hameter (Niederösterreich) |

|            |           |                          |
| Rivera 83’ | Marcatori | 20’ Hosiner 67’ Grünwald |

| Arbitro: | Schörgenhofer (Vorarlberg) |

|             |           |                                  |
| Gartler 76’ | Marcatori | 52’ Hosiner 85’ Jun 90+2’ Gorgon |

| Arbitro: | Eisner (Steiermark) |

|  |           |             |
|  | Marcatori | 47’ Sobkova |

## Statistiche
Statistiche aggiornate al 30 maggio 2013.

### Statistiche di squadra
| Competizione | Punti | In casa | In casa | In casa | In casa | In casa | In casa | In trasferta | In trasferta | In trasferta | In trasferta | In trasferta | In trasferta | Totale | Totale | Totale | Totale | Totale | Totale | DR  |
| Competizione | Punti | G       | V       | N       | P       | Gf      | Gs      | G            | V            | N            | P            | Gf           | Gs           | G      | V      | N      | P      | Gf     | Gs     | DR  |
| ------------ | ----- | ------- | ------- | ------- | ------- | ------- | ------- | ------------ | ------------ | ------------ | ------------ | ------------ | ------------ | ------ | ------ | ------ | ------ | ------ | ------ | --- |
| Bundesliga   | 82    | 18      | 12      | 3       | 3       | 42      | 15      | 18           | 13           | 4            | 1            | 42           | 16           | 36     | 25     | 7      | 4      | 84     | 31     | +53 |
| ÖFB-Cup      | -     | 1       | 0       | 0       | 1       | 0       | 1       | 5            | 5            | 0            | 0            | 15           | 5            | 6      | 5      | 0      | 1      | 15     | 6      | +9  |
| Totale       | -     | 19      | 12      | 3       | 4       | 42      | 16      | 23           | 18           | 4            | 1            | 57           | 21           | 42     | 30     | 7      | 5      | 99     | 37     | +62 |

### Statistiche dei giocatori
| Giocatore         | Bundesliga | Bundesliga | Bundesliga  | Bundesliga | ÖFB-Cup  | ÖFB-Cup | ÖFB-Cup     | ÖFB-Cup    | Totale   | Totale | Totale      | Totale     |
| Giocatore         | Presenze   | Reti       | Ammonizioni | Espulsioni | Presenze | Reti    | Ammonizioni | Espulsioni | Presenze | Reti   | Ammonizioni | Espulsioni |
| ----------------- | ---------- | ---------- | ----------- | ---------- | -------- | ------- | ----------- | ---------- | -------- | ------ | ----------- | ---------- |
| N. Barazite       | 4          | 1          | 0           | 0          | 0        | 0       | 0           | 0          | 4        | 1      | 0           | 0          |
| E. Dilaver        | 25         | 2          | 4           | 1          | 4        | 0       | 1           | 0          | 29       | 2      | 5           | 1          |
| A. Gorgon         | 30         | 10         | 7           | 0          | 5        | 1       | 0           | 0          | 35       | 11     | 7           | 0          |
| A. Grünwald       | 26         | 7          | 7           | 0          | 5        | 1       | 0           | 0          | 31       | 8      | 7           | 0          |
| P. Grünwald       | 0          | 0          | 0           | 0          | 1        | -1      | 0           | 0          | 1        | -1     | 0           | 0          |
| M. Harrer         | 0          | 0          | 0           | 0          | 0        | 0       | 0           | 0          | 0        | 0      | 0           | 0          |
| J. Holland        | 33         | 0          | 10          | 1          | 5        | 0       | 1           | 0          | 38       | 0      | 11          | 1          |
| S. Horvath        | 0          | 0          | 0           | 0          | 0        | 0       | 0           | 0          | 0        | 0      | 0           | 0          |
| P. Hosiner        | 29         | 27         | 3           | 0          | 5        | 3       | 1           | 0          | 34       | 30     | 4           | 0          |
| T. Jun            | 32         | 10         | 2           | 1          | 4        | 4       | 1           | 0          | 36       | 14     | 3           | 1          |
| I. Kardum         | 0          | 0          | 0           | 0          | 1        | -2      | 0           | 0          | 1        | -2     | 0           | 0          |
| R. Kienast        | 28         | 7          | 1           | 0          | 6        | 1       | 0           | 0          | 34       | 8      | 1           | 0          |
| F. Koch           | 21         | 2          | 3           | 1          | 4        | 0       | 1           | 0          | 25       | 2      | 4           | 1          |
| M. Leovac         | 2          | 0          | 0           | 0          | 0        | 0       | 0           | 0          | 2        | 0      | 0           | 0          |
| H. Lindner        | 35         | -28        | 1           | 0          | 4        | -3      | 0           | 0          | 39       | -31    | 1           | 0          |
| R. Linz           | 7          | 1          | 0           | 0          | 2        | 2       | 0           | 0          | 9        | 3      | 0           | 0          |
| F. Mader          | 29         | 2          | 8           | 1          | 5        | 0       | 0           | 0          | 34       | 2      | 8           | 1          |
| R. Mally          | 0          | 0          | 0           | 0          | 0        | 0       | 0           | 0          | 0        | 0      | 0           | 0          |
| G. Margreitter    | 3          | 0          | 1           | 1          | 1        | 0       | 0           | 0          | 4        | 0      | 1           | 1          |
| T. Murg           | 7          | 0          | 1           | 0          | 0        | 0       | 0           | 0          | 7        | 0      | 1           | 0          |
| M. Ortlechner     | 35         | 2          | 4           | 0          | 6        | 1       | 0           | 0          | 41       | 3      | 4           | 0          |
| K. Rogulj         | 28         | 2          | 9           | 0          | 3        | 0       | 2           | 0          | 31       | 2      | 11          | 0          |
| L. Rotpuller      | 9          | 0          | 1           | 0          | 2        | 0       | 0           | 0          | 11       | 0      | 1           | 0          |
| T. Simkovic       | 27         | 3          | 7           | 0          | 4        | 0       | 1           | 0          | 31       | 3      | 8           | 0          |
| S. Spiridonović   | 2          | 0          | 0           | 0          | 1        | 0       | 0           | 0          | 3        | 0      | 0           | 0          |
| M. Stankovic      | 25         | 3          | 4           | 0          | 5        | 1       | 0           | 0          | 30       | 4      | 4           | 0          |
| M. Suttner        | 34         | 3          | 8           | 0          | 5        | 0       | 3           | 0          | 39       | 3      | 11          | 0          |
| I. Tajouri Shradi | 0          | 0          | 0           | 0          | 0        | 0       | 0           | 0          | 0        | 0      | 0           | 0          |
| D. Vrsic          | 17         | 0          | 0           | 0          | 2        | 0       | 0           | 0          | 19       | 0      | 0           | 0          |
| S. Wimmer         | 0          | 0          | 0           | 0          | 0        | 0       | 0           | 0          | 0        | 0      | 0           | 0          |